# Арвід Валльман
Арвід Валльман (швед. Arvid Wallman, 3 лютого 1901 — 25 жовтня 1982) — шведський стрибун у воду.
Олімпійський чемпіон 1920 року, учасник 1924 року.